# Вишневе (селище, Новоукраїнський район)
Вишне́ве — селище в Україні, у Маловисківській міській громаді Новоукраїнського району Кіровоградської області. Населення становить 320 осіб.

## Історія
22 травня 2016 року селище Улянівка змінило назву на Вишневе згідно з постановою Верховної Ради України на підставі декомунізації.

## Населення
Згідно з переписом УРСР 1989 року чисельність наявного населення селища становила 389 осіб, з яких 180 чоловіків та 209 жінок.
За переписом населення України 2001 року в селищі мешкало 315 осіб.

### Мова
Розподіл населення за рідною мовою за даними перепису 2001 року:
| Мова       | Відсоток |
| ---------- | -------- |
| українська | 95,31 %  |
| російська  | 3,75 %   |
| угорська   | 0,63 %   |
| молдовська | 0,31 %   |